# Chapelle Saint-François-Jaccard de Sévillon
La chapelle Saint-François-Jaccard de Sévillon, est un édifice religieux français, situé en Haute-Savoie, sur la commune d'Onnion.

## Historique
La chapelle est de style néo-gothique fut inaugurée en 1902, qui est dédiée à François Jaccard.
L'édifice est situé à l’emplacement où se dressait autrefois la maison des parents de François Jaccard.

## Galerie

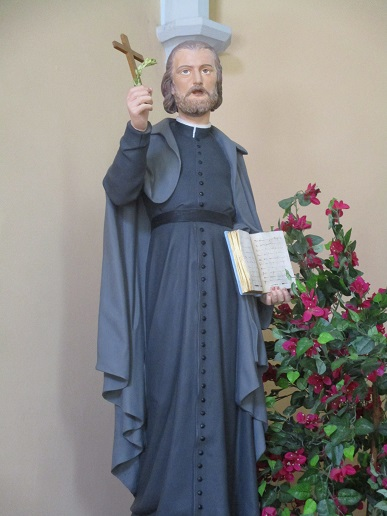
Saint-François Jacquard
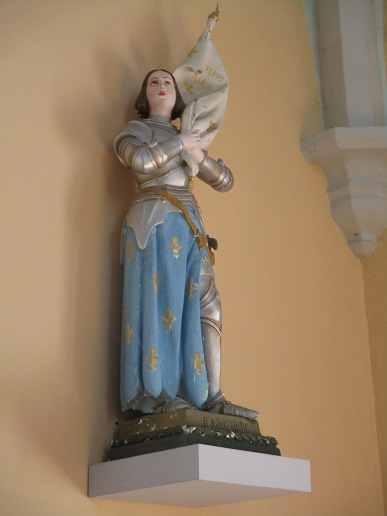
Jeanne d'Arc
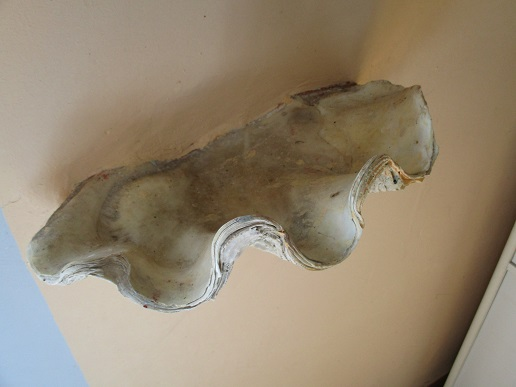
Bénitier en coquillage